# Cafetran Espresso
CafeTran Espresso est un logiciel de traduction assistée par ordinateur écrit en Java, qui fonctionne sous les environnements Microsoft Windows, MacOSX, et Linux. CafeTran est développé depuis 2005 et appartient à Collaborative Translation Networks, LLC. 

## Historique et usage
Le développement de CafeTran a commencé en 2005 sous le nom de TexTran. 
Son utilisation a augmenté au cours des ans. L'outil est maintenant considéré comme l'un de principaux outils du domaine,.
Des enquètes ont montré qu'il était utilisé par un nombre croissant de traducteurs utilisant des outils de TAP,.
La version actuelle de CafeTran est la 10.8 "Cornetto", sortie le 16 septembre 2020.

## Formats de fichiers
Le format bilingue interne utilisé par CafeTran est le format standard OASIS XLIFF. Pour les mémoires de traduction, il utilise le format TMX (Translation Memory eXchange). Le format des glossaires est un fichier délimité par des tabulations, mais Cafetran peut importer des glossaires aux formats Excel et TBX (TermBase eXchange). Il peut également convertir certains formats bilingues, par exemple SDLXLIFF et TTX, directement en TMX.

### Formats de fichiers sources
CafeTran peut utiliser (ouverture, édition et sauvegarde) les formats de fichiers suivants,, : Microsoft Word (DOCX, DOCM), Excel (XLSX, XLSM), PowerPoint (PPTX), OpenDocument (ODT, ODS, ODP, ODG, utilisés en natif par OpenOffice et LibreOffice), Apple iWork (.pages, .numbers, .key/.keynote), AbiWord (ABW), plain text files, SubRip (SRT), iTunes (ITT), SVG, HTML/XHTML, Adobe FrameMaker (MIF), InDesign (IDML, INX), QuarkXPress (tagged DTP files), AutoCAD (DFX), SDL Trados 2007 (TTX) et 2009+ (SDLXLIFF), memoQ (MQXLIFF), Wordfast Pro 3 (TXML) et Pro 4/5 (TXLF), Star Transit (Transit XML), différentes variantes de XLIFF (comme Déjà Vu, Memsource, MateCat, Crowdin, Smartcat), TMX, Java .properties, .NET RESX, Mac .strings, et C/C++ LOC.

### Formats de paquets de traduction
CafeTran peut importer et exporter directement les paquets de traduction suivants produits par d'autres programmes de traduction : MemoQ package (MQXLZ), MemoQ handdoff package (MQOUT), Trados forward packages (SDLPPX) et return packages (SDLRPX), et les paquets XLIFF génériques et de Lionbridge (XLZ).